# Кабанери железной крепости
«Кабанери железной крепости» (яп. 甲鉄城のカバネリ Ко:тэцудзё: но Кабанэри) — аниме-сериал режиссёра Тэцуро Араки, выпускавшийся Wit Studio с 8 апреля по 30 июня 2016 года на телеканале Fuji TV в программном блоке noitaminA. Пролог к аниме показывался в кинотеатрах Японии в течение недели с 18 марта. Премьера двух фильмов-компиляций состоялась в японских кинотеатрах 31 декабря 2016 года и 7 января 2017 года. Crunchyroll и Funimation совместно выпустили аниме на Blu-ray и DVD в США; Crunchyroll также приобрели права на товар.
10 мая 2019 года вышло прямое продолжение сериала — фильм «Кабанери железной крепости. Битва за Унато», где описываются события, произошедшие спустя полгода после битвы в Конгогаку.
Показ сериала на русском языке осуществляется телеканалом 2x2 с 10 сентября 2018 года

## Сюжет
Мир сериала представляет собой сочетание стимпанка и феодальной Японии. Среди людей распространился вирус, превращающий их в мертвецов-кабанэ  (яп. カバネ/屍) — агрессивных монстров, убить которых можно лишь уничтожив сердце, закрытое слоем железа. Холодное и работающее на пару огнестрельное оружие, используемое самураями, оказалось неэффективным. Для защиты от кабанэ люди построили станции-крепости, используя для передвижения между ними укреплённые локомотивы.
Однажды в город Араганэ врывается локомотив, угнанный кабанэ, из-за чего они наводняют город. Юный механик Икома использует эту возможность, чтобы проверить «Пронзающий ствол» (яп. ツラヌキ筒 Цурануки дзуцу) — разработанное им оружие. Ему это удаётся, но во время борьбы с кабанэ он оказывается укушен. После попытки остановить вирус он становится кабанэри (яп. カバネリ) — гибридом кабанэ и человека. Вместе с Мумэй (яп. 無名, «безымянная») и другими выжившими он ищет кров, преодолевая орды кабанэ на «Железной крепости» (яп. 甲鉄城 Ко:тэцудзё:).

## Персонажи
Икома (яп. 生駒)
Сэйю: Тасуку Хатанака
Парень, работающий механиком на станции Араганэ. Вместе со своим другом Такуми разрабатывает «Пронзающий ствол», оружие против кабанэ. Успешно испытал его во время нападения кабанэ на станцию, но при этом был укушен. Чтобы вирус не достиг мозга он перекрыл сонную артерию, в результате став кабанэри.
Мумэй (яп. 無名)
Сэйю: Саяка Сэмбонги
Таинственная девушка, попавшая на Араганэ и бежавшая с Железной крепостью. Она стала кабанэри после хирургической операции, желая стать сильнее. После долгих сражений чувствует себя сонной и, как и Икоме, ей необходима кровь, чтобы сдержать себя от атаки на людей. При рождении её имя было Ходзуми (яп. 穂積), после превращения в кабанэри Биба назвал её «безымянной».
Аямэ Ёмогава (яп. 四方川 菖蒲)
Сэйю: Маая Утида
Старшая дочь клана Ёмогава, правившего станцией Араганэ. После того, как её отец превратился в кабанэ, возглавила выживших жителей станции. Несмотря на высокий статус, рассудительная и ответственная, может даже предлагать кабанэри собственную кровь для продолжения борьбы.
Курусу (яп. 来栖)
Сэйю: Тосики Масуда
Молодой самурай, личный телохранитель Аямэ. Лучше других владеет мечом. С настороженностью относится к кабанэри.
Такуми (яп. 逞生)
Сэйю: Юки Кадзи
Лучший друг Икомы, его товарищ-механик.
Кадзика (яп. 鰍)
Сэйю: Канаэ Оки
Девушка-механик, подруга Такуми и Икомы. Заботится о детях, потерявших семьи из-за кабанэ.
Юкина (яп. 侑那)
Сэйю: Мария Исэ
Член экипажа Железной крепости. Молчаливая девушка, вынужденная работать машинистом, хотя является лишь подмастерьем.
Сукари (яп. 巣刈)
Сэйю: Рёта Осака
Юноша-механик, живший в Араганэ. Несмотря на надменный характер, он хороший механик и прекрасный боец.
Кибито (яп. 吉備土)
Сэйю: Кэнсукэ Сато
Самурай, служащий семье Ёмогава. В отличие от других самураев, дружелюбно относится к кабанэри.
Судзуки (яп. 鈴木)
Сэйю: Максвелл Пауэрс
Главный механик Железной крепости. Носит волосы, напоминающие парики 17-го века и часто вставляет в речь английские слова. Он же выступает как чтец превью для каждого эпизода.
Биба Аматори (яп. 天鳥 美馬)
Сэйю: Мамору Мияно
Лидер отряда охотников (яп. 狩方衆 карикатасю:), старший сын сёгуна. Харизматичный и жестокий, является воспитателем Мумэй, прививает ей свои взгляды о верховенстве силы. Из-за жестокого отношения отца стремится уничтожить Конгокаку (город-резиденцию сёгуна) с помощью кабанэ и всех доступных ему технологий.
Хороби (яп. 滅火)
Сэйю: Ая Эндо
Кабанэри, член отряда охотников. Была превращена Бибой в «Чёрный дым» (яп. 黒煙 Курокэмури) для уничтожения станции Ивато. Останавливается, увидев Бибу, но из-за этого он убивает её.
Урю (яп. 瓜生 урю:)
Сэйю: Кайто Исикава
Член отряда охотников.

## Список серий
| №  | Название                                           | Дата премьеры       |
| -- | -------------------------------------------------- | ------------------- |
| 1  | Испуганный мертвец «Обиэру Сикабанэ» (脅える屍)    | 8 апреля 2016 года  |
| 2  | Ночь без рассвета «Акэну Ёру» (明けぬ夜)           | 22 апреля 2016 года |
| 3  | Жертвенная молитва «Сасагэру Инори» (捧げる祈り)   | 29 апреля 2016 года |
| 4  | Льющаяся кровь «Нагару Тисио» (流る血潮)           | 6 мая 2016 года     |
| 5  | Неизбежная тьма «Нигэрарэну Ями» (逃げられぬ闇)    | 12 мая 2016 года    |
| 6  | Собранный свет «Цудо: Хикари» (集う光)             | 19 мая 2016 года    |
| 7  | Молитва о небе «Тэн ни Нэгау» (天に願う)           | 26 мая 2016 года    |
| 8  | Молчаливый охотник «Мокусу Карибото» (黙す狩人)    | 2 июня 2016 года    |
| 9  | Клык разрушения «Хороби но Киба» (滅びの牙)        | 9 июня 2016 года    |
| 10 | Нападающий слабак «Сэмэагу Дзякуся» (攻め上ぐ弱者) | 16 июня 2016 года   |
| 11 | Горящая жизнь «Моэру Иноти» (燃える命)             | 23 июня 2016 года   |
| 12 | Железная крепость «Ко:тэцудзё:» (甲鉄城)           | 30 июня 2016 года   |

## Музыка
Открывающую композицию под названием «Kabaneri of the Iron Fortress» исполняет группа EGOIST. Закрывающая композиция под названием «ninelie» исполняется певицей Aimer совместно с Chelly, участницей Egoist. Aimer также исполнила песню «Through My Blood <AM>», которая использовалась в качестве эндинга для 11-й серии аниме-сериала.
Композитор — Хироюки Савано. Альбом саундтреков был выпущен Aniplex 18 мая 2016 года.
| №   | Название                    | Текст песни   | Исполнитель  | Длительность |
| --- | --------------------------- | ------------- | ------------ | ------------ |
| 1.  | «KABANERIOFTHEIRONFORTRESS» | cAnON.        | Eliana       | 5:18         |
| 2.  | «Warcry»                    | Benjamin, mpi | mpi          | 4:14         |
| 3.  | «KGK»                       |               |              | 5:23         |
| 4.  | «JAnoPAN»                   |               | mpi          | 4:35         |
| 5.  | «Through My Blood»          | cAnON.        | Мика Кобаяси | 4:14         |
| 6.  | «noname»                    |               |              | 4:39         |
| 7.  | «88城»                      |               |              | 4:35         |
| 8.  | «VIVALABIBA»                |               |              | 4:00         |
| 9.  | «ComeBack音»                |               |              | 7:15         |
| 10. | «Next of Kin»               | Benjamin, mpi | Benjamin     | 3:27         |
| 11. | «araganeekiNo@8女»          |               |              | 4:38         |
| 12. | «克JOU気MACHINE甲»          |               |              | 6:57         |
| 13. | «Grenzlinie»                | Rie           | Cyua         | 4:56         |
| 14. | «Ktetsu上-abdli»            |               |              | 3:38         |
| 15. | «1coma»                     |               | Мика Кобаяси | 5:33         |
| 16. | «icon»                      | cAnON.        | Eliana       | 4:23         |

## Восприятие
Koutetsujou no Kabaneri завоевало множество наград на Newtype Anime Awards 2015—2016, среди них 1-е места в категориях «Лучший аниме-сериал», «Лучший сценарий» (Итиро Окоти), «Лучший саундтрек» и «Лучший дизайн персонажей» (Харухико Микимото, Ясуюки Эбара), 2-е места в категориях «Лучший режиссёр» (Тэцуро Араки) и «Лучший дизайн мехи» (Иппэй Гёбу) и 3-е место за «Лучшую песню» («Kabaneri of the Iron Fortress»). Икома и Мумэй заняли 2-е места в номинациях «Лучший мужской персонаж» и «Лучший женский персонаж» соответственно.